# Olivine Ice Plateau
Das Olivine Ice Plateau ist ein Gletscher in den Neuseeländischen Alpen auf der Südinsel von Neuseeland. Er beginnt nordwestlich des 2446 m hohen Climax Peak und zieht sich entlang der Five Fingers Range nach Nordosten. An der Westseite beginnt die Region Southland. Am Ende des Gletschers schließt sich der Andy-Gletscher an, dessen Zunge zum Lake Williamson führt. Dieser entwässert über den Williamson River in den Arawhata River, der zur Tasmansee fließt. Über den Forgotten River Col schiebt sich ein kleiner Teil des Eises nach Westen, wo es über den Forgotten River zum Pyke River gelangt.
1938 war das flache Eisfeld vermutlich arm an Spalten und erhielt daher seinen Namen.
Das Plateau, der See sowie die direkt anschließenden Flüsse sind Teil des Mount-Aspiring-Nationalparks.